# Casmara
Casmara is een geslacht van vlinders uit de familie sikkelmotten (Oecophoridae). De wetenschappelijke naam van het geslacht is voor het eerst geldig gepubliceerd in 1863 door Francis Walker.
De typesoort van het geslacht is Casmara infaustella Walker, 1863.

## Soorten
- C. acantha Wang, 2012
- C. aduncata Wang, 2012
- C. agronoma Meyrick, 1931
- C. demotarcha (Meyrick, 1907)
- C. diabolella Bradley, 1953
- C. epicompsa Meyrick, 1922
- C. exculta (Meyrick, 1914)
- C. grandipennata Moriuti, 1985
- C. infaustella Walker, 1863
- C. kalshoveni Diakonoff, 1966
- C. longiclavata Wang, 2012
- C. nedoshivinae Lvovsky, 2013
- C. patrona Meyrick, 1934
- C. phobographa Diakonoff, 1966
- C. quadrilatera Wang, 2012
- C. regalis Diakonoff, 1966
- C. rhodotrachys Diakonoff, 1966
- C. rodochalca Meyrick, 1934
- C. rufipes Diakonoff, 1966
- C. subagronoma Lvovsky, 2013
- C. uniata Diakonoff, 1966